# Estadio Sammy Ofer
El estadio Sammy Ofer también conocido como estadio Internacional de Haifa es un estadio de fútbol ubicado en la ciudad de Haifa, Israel. Es la sede de los clubes Maccabi Haifa y Hapoel Haifa, que disputan la Liga Premier de fútbol de Israel, y posee una capacidad para 30 942 espectadores. Reemplazó al antiguo estadio Kiryat Eliezer.

## Partidos internacionales
| Datos                   | Local  | Result | Visitante            | Competition                                          | Asistencia |
| ----------------------- | ------ | ------ | -------------------- | ---------------------------------------------------- | ---------- |
| 16 de noviembre de 2014 | Israel | 3–0    | Bosnia y Herzegovina | Clasificación para la Eurocopa 2016                  | 28 300     |
| 28 de marzo de 2015     | Israel | 0–3    | Gales                | Clasificación para la Eurocopa 2016                  | 30 200     |
| 3 de septiembre de 2015 | Israel | 4–0    | Andorra              | Clasificación para la Eurocopa 2016                  | 22 650     |
| 5 de septiembre de 2016 | Israel | 1–3    | Italia               | Clasificación para la Copa Mundial de Fútbol de 2018 | 29 300     |
| 11 de junio de 2017     | Israel | 0–3    | Albania              | Clasificación para la Copa Mundial de Fútbol de 2018 | 15 150     |
| 2 de septiembre de 2017 | Israel | 0–1    | Macedonia del Norte  | Clasificación para la Copa Mundial de Fútbol de 2018 | 11 350     |